# Urticaire
 Mise en garde médicale
L'urticaire (nom féminin, latin : urticaria, dérivé de urtica, ortie) est une dermatose inflammatoire marquée par un œdème dermique (urticaire superficielle) ou dermo-hypodermique (urticaire profonde). La forme superficielle est la plus fréquente. Elle s'exprime par une éruption cutanée érythémateuse et papuleuse dont les lésions sont typiquement fugaces, migratrices et prurigineuses. Le diagnostic est clinique.
L'urticaire est le plus souvent aigüe, la forme chronique étant définie par une évolution supérieure à six semaines. Les principales causes d'urticaire aiguë sont alimentaires ou virales. La majorité des urticaires chroniques est de cause inconnue (idiopathique).
La prise en charge peut comporter un traitement symptomatique, essentiellement par anti-histaminique pour l'urticaire superficielle, et le traitement de la cause lorsque c'est possible.

## Description

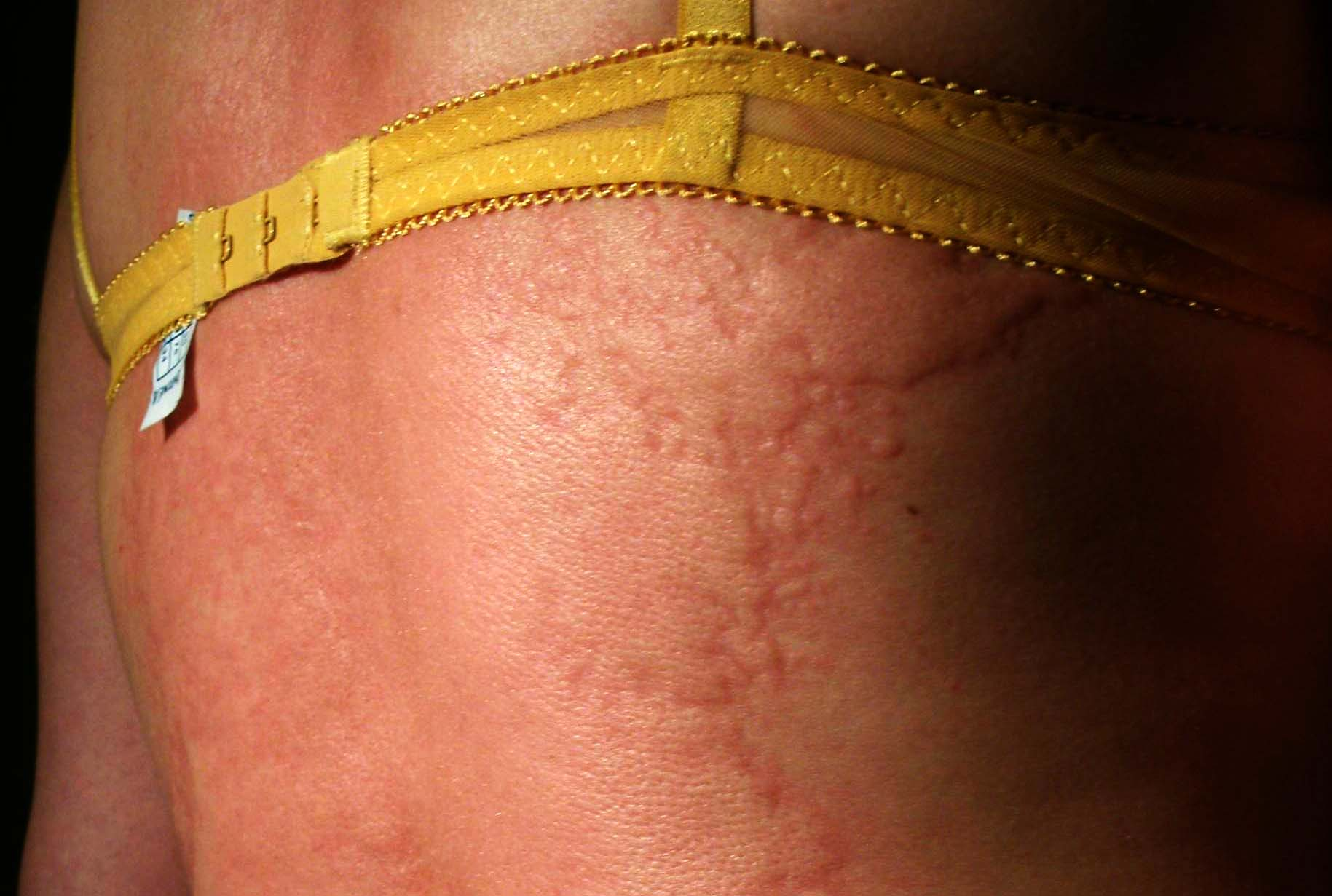
Exemple d'urticaire géante.

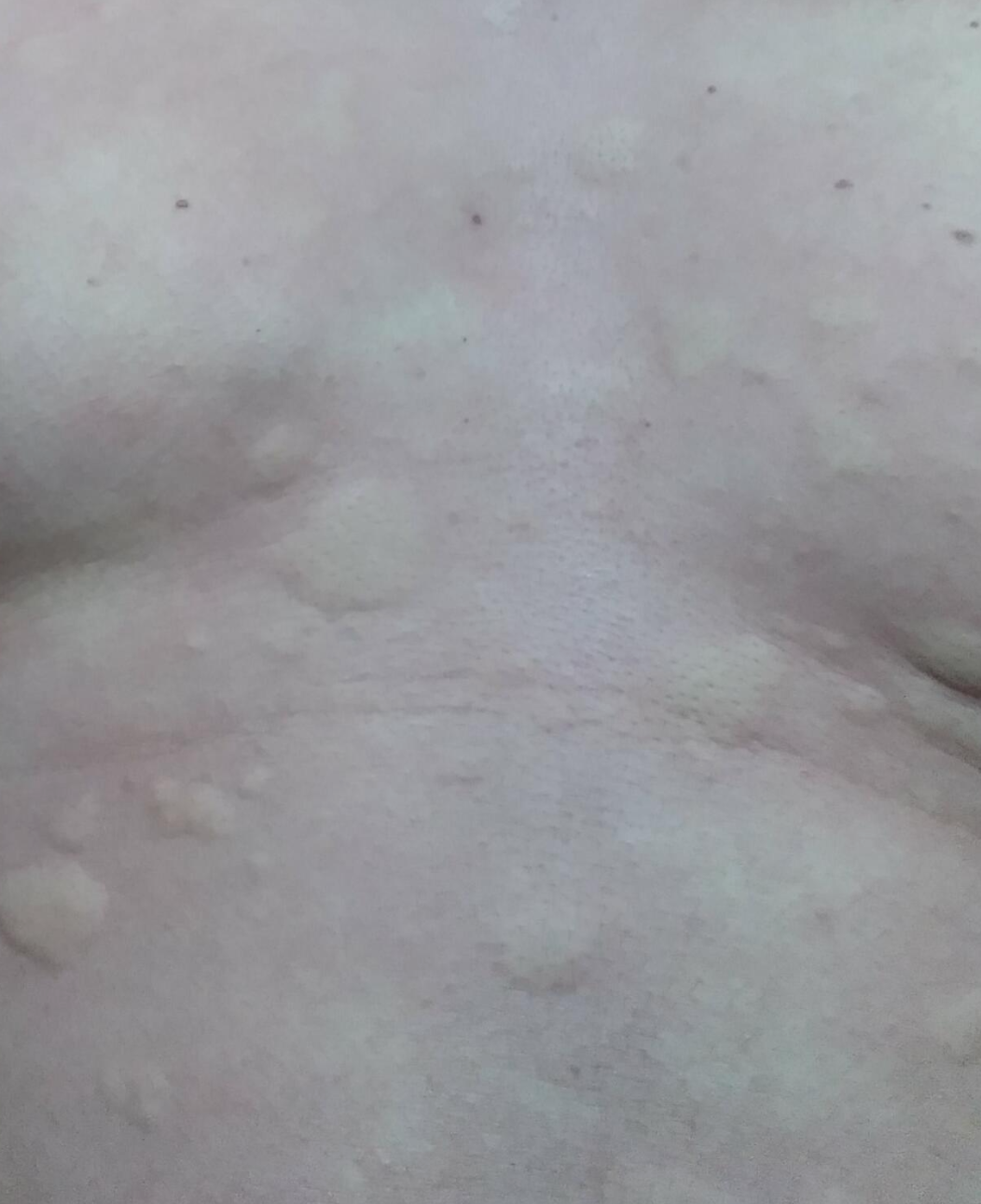
Urticaire.

C'est une éruption cutanée mobile et fugace à contours nets (une série de marques rouges sur la peau, évoquant des piqûres d'orties) accompagnée d'un besoin de grattage.[réf. souhaitée], se résorbant complètement en 6 semaines au plus. L'urticaire chronique ne se distingue pas visuellement de l'urticaire transitoire. On distingue :
- l'urticaire superficielle est constituée de papules œdémateuses érythémateuses ou rosées, à bords nets ; en règle générale, elles sont fugaces, migratrices et prurigineuses ;
- l'urticaire profonde est un angioœdème qui peut atteindre peau et muqueuses. La tuméfaction est ferme, limitée et non prurigineuse. L'atteinte de la muqueuse orolaryngée est un élément diagnostic majeur. La dysphonie, signant une atteinte laryngée, ou l'hypersalivation par trouble de la déglutition sont des signes de gravité majeure. Lorsque l'atteinte est faciale, on parle d'œdème de Quincke.

Selon une étude de 2020, les 3/4 des personnes touchées par l'urticaire chronique spontanée (UCS) sont des femmes, avec alors des effets souvent graves sur leur qualité de vie et leur santé mentale, tout particulièrement en cas d'angio-œdème fréquent ; source d'anxiété, de fatigue et de dépression. 67,9% d'un groupe de patientes interrogées signalent une altération de leur sexualité induit par une forte activité de la maladie ou un mauvais contrôle de la maladie. Les auteurs invitent à des études supplémentaires sur la santé sexuelle et les moyens de la préserver chez ces patientes.
Dans le cas de l'urticaire géante, la surface couverte est importante et les taches se transforment en cloques parfois épaisses de quelques millimètres, avec démangeaisons parfois sévères et sensation de chaleur associée.
L'urticaire peut être aigüe ou chronique. 

## Physiopathologie
L’œdème dermique ou dermo-hypodermique est lié à une vasodilatation avec augmentation de la perméabilité capillaire. 
On distingue deux grandes familles d'urticaires : les urticaires immunologiques et les urticaires non immunologiques, les plus fréquentes. 
Pour ce qui est des urticaires immunologiques, la réaction d'hypersensibilté de type I est la plus fréquente. Quels que soient leurs mécanismes, on distingue une phase primaire qui mobilise des médiateurs primaires tels l'histamine, les prostaglandines… puis une phase secondaire dominée par la libération de médiateurs composés de polynucléaires ou de monocytes.

## Causes
L'urticaire peut être causée par des mastocytes fragiles.
L’urticaire est due, dans la grande majorité des cas, à la « fragilité » des mastocytes. Celle-ci est dépendante de la susceptibilité individuelle. Les mastocytes sont plus réactifs et vont éclater spontanément ou sous l’influence de substances dites « histamino-libératrices », telles que :
- certains aliments (fraises, crustacés, fromages, etc.) ;
- certains médicaments (aspirine, morphine, codéine, antibiotiques, etc.) ;
- certaines substances urticantes (orties, méduses, latex, etc.) : on parle d’urticaire de contact ;
- des neuropeptides ou neuromédiateurs liés au stress, à l’effort, etc. ;
- des infections : l’urticaire peut être secondaire à une infection virale, bactérienne ou parasitaire.

Cependant l'urticaire n'est pas toujours liée à une allergie. En effet, celle-ci est une cause rare de l’urticaire aiguë et n’est quasiment jamais observée dans l’urticaire chronique. L’urticaire allergique est une véritable réaction d’hypersensibilité vis-à-vis d’une protéine particulière. Elle est médiée par des anticorps appelés immunoglobulines E (IgE) dirigés contre un aliment ou un médicament. Les mastocytes activés par les immunoglobulines E vont libérer des substances comme l’histamine qui va déclencher l’éruption cutanée. Il n’y aura pas de différence d’aspect clinique entre une urticaire en plaques allergiques ou non allergiques.
L’urticaire peut également avoir une origine « physique ». L’urticaire apparait le plus souvent dans les minutes suivant la stimulation et disparaît rapidement à l’arrêt de celle-ci. Parmi les formes les plus fréquentes de ces urticaires, il y a :
- Le dermographisme : il s’agit d’une urticaire qui apparait sur une zone de peau soumise à un simple frottement, des vêtements serrés, une épilation électrique, etc. Les plaques retracent alors le trajet de la friction.
- L'urticaire cholinergique : cette urticaire est également appelé urticaire d’effort. Cette forme est déclenchée par une augmentation de la température corporelle, à la suite d'un effort, d'un stress, d'une douche chaude, d'un stimulus digestif (ingestion d’un aliment chaud ou épicé), etc. Elle se manifeste par de nombreuses lésions de petite taille majoritairement sur le thorax mais parfois disséminées sur l’ensemble du corps à l’exception, le plus souvent, du visage.
- L’urticaire au froid : il s’agit d’une urticaire déclenchée par les basses températures, ou une chute importante et rapide de la température : par exemple, lors d’une nage dans la mer, lors d’une consommation d’aliments ou boissons froids, lors d’intempéries (touchant dans ce cas le visage et les mains).
- L’urticaire retardée à la pression : cette forme apparait sur des zones de pression, avec un délai de plusieurs heures : sur les épaules lors du port d’un sac à dos, au niveau d’une paume de main en cas de manipulation prolongée d’un outil… Elle se manifeste par des œdèmes douloureux qui mettent parfois plusieurs jours à disparaître.

Certaines maladies sont associées à la survenue d’urticaire :
- des infections respiratoires, surtout d’origine virale, sont les principales causes d’urticaire aiguë chez l’enfant : cette relation a été démontrée, corrélant l’incidence de l’urticaire aiguë aux variations saisonnières des infections virales respiratoires ;
- des maladies auto-immunes : ce sont des maladies dans lesquelles il y a production d’anticorps dirigés contre des éléments de son propre organisme ; ces maladies sont parfois associées à des poussées d’urticaire (par exemple, certaines maladies de la thyroïde) ;
- un terrain atopique, c’est-à-dire une prédisposition génétique, peut favoriser l’urticaire.

## Diagnostic
Le diagnostic d’une urticaire repose essentiellement sur un interrogatoire et un examen clinique réalisés par un médecin.
L’interrogatoire doit servir à rechercher des antécédents d’urticaire ou de maladie auto-immune, personnels ou familiaux. Il doit permettre de préciser les facteurs responsables de la poussée d’urticaire et à mettre en évidence une urticaire physique.
L’examen clinique s’attachera à différencier une urticaire simple d’une urticaire systémique, également appelée vasculite urticarienne (inflammation des vaisseaux). L’affection systémique peut n’apparaitre que secondairement à l’urticaire. Cette urticaire se caractérise par des lésions fixes durant plus de 24h, qui démangent peu. L’examen clinique permet également de s’assurer de l’absence d’une maladie auto-immune, qui nécessitera alors des bilans complémentaires adaptés.

## Traitement
La prise en charge des urticaires a fait l'objet de la publication de recommandations. Celles de l' « European Academy of Allergology  and Clinical Immunology » (EAACI), du « Global Allergy and Asthma European Network » (GA2LEN), du « European Dermatology Forum » (EDF) and du « World Allergy Organization » (WAO) datent de 2022. 
Il existe des médicaments qui ne servent qu'à soulager les symptômes  :
Les antihistaminiques non sédatifs qui bloquent les récepteurs H1 à l'histamine constitue la première ligne de traitement. Les antihistaminiques de première génération comme la diphenhydramine et l'hydroxyzine ne sont pas sélectifs et agissent sur les récepteurs centraux et sur les périphériques. Ils sont donc souvent très sédatifs. Les antihistaminiques de seconde génération comme la loratadine, cétirizine et desloratadine sont sélectifs pour les récepteurs périphériques. Ils sont donc beaucoup moins sédatifs et les effets anticholinergiques sont réduits. Ils sont donc utilisés de préférence. La cétirizine (Zyrtec) a fait l'objet de plusieurs essais favorables dans le traitement des urticaires.
Au-delà de 6 semaines, l'urticaire devient chronique. Il peut alors recouvrir le corps entier de plaques et des angio-oedemes peuvent survenir. Il nécessite alors une véritable prise en charge médicale pour aider les patients. Dans le cas de patients qui ne répondent pas aux doses habituelles d'antihistaminiques, on peut augmenter les doses, passer aux molécules de première génération comme l'hydroxyzine (Atarax) ou l'on peut utiliser des doses jusqu'à 100 mg d'hydroxyzine. Enfin, on peut passer aux corticostéroïdes (limités à quelques jours) ou, en dernier recours, à la ciclosporine ou à l'omalizumab. L'urticaire chronique est une maladie invalidante au quotidien. Des associations peuvent soutenir les patients atteints en répondant notamment à leurs questions. Au quotidien, des astuces peuvent être mises en place pour soutenir le quotidien difficile des malades. Récemment, le comité médical de l'AFSAM-UCS a confirmé que "Les infections, le stress, certains médicaments peuvent être des facteurs favorisants les crises d'UCS"[réf. souhaitée]. A ce titre, un travail concernant la gestion du stress notamment peut apporter un soutien complémentaire aux soins médicaux du patient.